# Friedrich Nitzsch

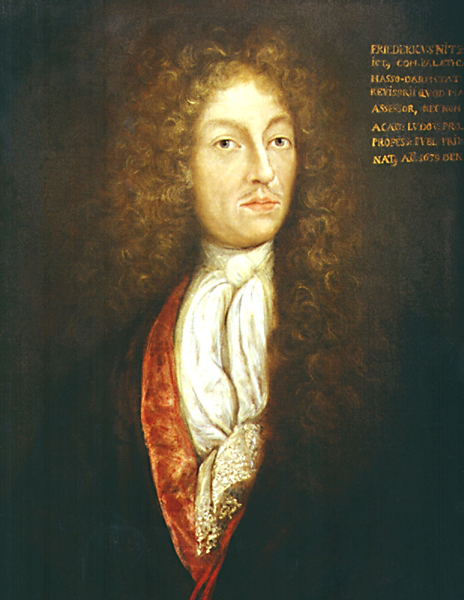
Friedrich Nitzsch

Friedrich Nitzsch (auch: Nitzsche, * 11. März 1641 in Zitzschewig; † 25. August 1702 in Gießen) war ein deutscher Mathematiker und Rechtswissenschaftler.

## Leben
Geboren als Sohn des aus Böhmen wegen seines Glaubens geflüchteten Georg Nitzsch, hatte er seine Vorbildung in Dresden absolviert und 1659 ein Studium der Theologie an der Universität Jena aufgenommen. 1663 wechselte er an die Universität Leipzig, wo er vom Studium der Theologie zum Studium der Rechtswissenschaften wechselte. Nachdem er sich 1664 den akademischen Grad eines Magisters erworben hatte, übersetzte er die Jahrgänge 1665–1670 des Journal des sçavans (Diurnale Gallicum) ins Lateinische und hat dies 1667–1671 in Leipzig und Frankfurt am Main als Ephemerides eruditorum publiziert.
Am 4. Mai 1668 erhielt er an der Universität Gießen die Professur für Mathematik, avancierte am 8. August 1670 zum Lizentiaten und promovierte dort 1671 zum Doktor der Rechte. Im selben Jahr erhält er in Gießen eine Stelle als Syndikus, wird am 11. Mai 1674 außerordentlicher und am 27. November ordentlicher Professor der Rechte. 1684 erhält er die Ratsstelle am höchsten Revisionsgericht der beiden hessischen Landsmannschaften und war ab 1702 Prokanzler der Akademie in Gießen geworden. Aus seiner Ehe hat er zwei gelehrte Söhne hinterlassen. Einer wurde Doktor der Medizin und der andere (Moritz Nitzsch) Doktor der Rechte.
Der Jurist Gregor Nitzsch war sein jüngerer Bruder.

## Werkauswahl
1. Responsa, decisiones, parallelium juris naturalis & Romani.
2. Commentarium posthum in capitulationem Josephinam. (Herausgeber August Hoffmann), Frankfurt am Main 1711
3. Diss. de aestimatione. Gießen 1670
4. Diss. De bona & mala fide in perceptione fructuum. Jena 1661
5. Diss. De repressaliis. Gießen 1668
6. Diss. De publicae utilitatis praerogativis. Gießen 1681
7. Diss. De jura parentum & liberorum circa feuda. Gießen 1689
8. Diss. De juribus militum singularibus. Gießen 1694
9. Diss. De utilitate innoxia. Gießen
10. Diss. De jure & officio Regis Rom. Circa advocatiam Ecclesiae. Gießen 1700
11. Diss. De Capitulatione Cesarea. Gießen 1700
12. Diss. Des accurato castella regia muniendi modo. Leipzig 1664
13. Diss. De triplici maris mortu & quidam de motibus versus occasum & aequinoctialem perpetuis. Leipzig 1667
14. Diss. De Sorte. Leipzig 1668
15. Diss. De testamento militis. Leipzig 1675